# Quản lý đoàn kịch
Công việc quản lý đoàn kịch trong một nhà hát hay một đoàn diễn lưu động, gánh hát rong đòi hỏi tất cả nhu cầu đi lại, tiện nghi ăn ở hàng ngày của các thành viên đoàn diễn viên, thiết kế và kỹ thuật chuyên môn. Trong các nhà hát khu vực ở Mỹ, công việc này thường bao gồm thuê căn hộ và phòng khách sạn, đặt mua vé máy bay, sắp xếp trang bị đồ đạc và lau dọn căn hộ đã thuê cũng như giải quyết bất kỳ nhu cầu, đề nghị đặc biệt nào. Ngoài ra, người quản lý đoàn kịch thường sẽ điều phối, sắp xếp các buổi thử vai và hỗ trợ trong việc ký hợp đồng với các diễn viên, các nhà sáng tạo.